# Wereldkampioenschap voetbal onder 20 - 1985
Het vijfde wereldkampioenschap voetbal onder 20 werd gehouden in de Sovjet-Unie van 24 augustus tot en met 7 september 1985. In totaal werden er 32 wedstrijden gespeeld. Het toernooi werd voor de tweede keer (ook op rij) gewonnen door Brazilië. In de finale werd Spanje met 1–0 verslagen. Nigeria werd derde.

## Deelnemers
Er deden zestien teams uit zes confederaties mee. Teams konden zich kwalificeren via een jeugdtoernooi dat binnen elke confederatie georganiseerd werd. Voor Europa was dit het EK-19. Zowel Nederland als België viel daarvoor af in de kwalificatie.
| Confederatie                                   | Kwalificatietoernooi                                                                              | Gekwalificeerde landen                      |
| ---------------------------------------------- | ------------------------------------------------------------------------------------------------- | ------------------------------------------- |
| AFC (Azië)                                     | Aziatisch kampioenschap voetbal onder 19 - 1985 Verenigde Arabische Emiraten, 15–22 maart 1985    | China Saoedi-Arabië                         |
| CAF (Afrika)                                   | Afrikaans kampioenschap voetbal onder 21 - 1985 4 mei 1984 – 4 mei 1985                           | Nigeria Tunesië                             |
| CONCACAF (Noord, Centraal-Amerika & Caribbean) | CONCACAF-kampioenschap voetbal onder 20 - 1984 Trinidad en Tobago, 19 augustus – 7 september 1984 | Canada Mexico                               |
| CONMEBOL (Zuid-Amerika)                        | Zuid-Amerikaans kampioenschap voetbal onder 20 - 1985 Paraguay, 8–30 januari 1985                 | Brazilië Colombia Paraguay                  |
| OFC (Oceanië)                                  | Oceanisch kampioenschap voetbal onder 20 - 1985 Australië, 15–24 februari 1985                    | Australië                                   |
| UEFA (Europa)                                  | Europees kampioenschap voetbal onder 18 - 1984 Sovjet-Unie, 25 mei – 3 juni 1984                  | Bulgarije Engeland Hongarije Ierland Spanje |
| Gastland                                       | Gastland                                                                                          | Sovjet-Unie                                 |

## Stadions
| Moskou                                    | Leningrad                       | Tbilisi                                    | Tbilisi                                  | Minsk                                      |
| ----------------------------------------- | ------------------------------- | ------------------------------------------ | ---------------------------------------- | ------------------------------------------ |
| Centraal Leninstadion Capaciteit: 103.000 | Kirovstadion Capaciteit: 72.000 | Lenin Dinamostadion Capaciteit: 74.354     | Lokomotivstadion Capaciteit: 36.000      | Dinamostadion Capaciteit: 40.000           |
|                                           |                                 |                                            |                                          |                                            |
| Minsk                                     | Jerevan                         | Hoktemberyan                               | Bakoe                                    | Sumqayıt                                   |
| Traktorstadion Capaciteit: 17.600         | Hrazdan Capaciteit: 70.000      | Armavir-academiestadion Capaciteit: 10.000 | Vladimir Leninstadion Capaciteit: 30.000 | Mehdi Huseynzadestadion Capaciteit: 15.500 |
|                                           |                                 |                                            |                                          |                                            |

## Groepsfase

### Groep A
| Team      | Ptn | Wed | W | G | V | DV | DT | DS | Resultaat           |
| --------- | --- | --- | - | - | - | -- | -- | -- | ------------------- |
| Bulgarije | 4   | 3   | 1 | 2 | 0 | 4  | 2  | +2 | Naar de kwartfinale |
| Colombia  | 4   | 3   | 1 | 2 | 0 | 5  | 4  | +1 | Naar de kwartfinale |
| Hongarije | 4   | 3   | 1 | 2 | 0 | 5  | 4  | +1 |                     |
| Tunesië   | 0   | 3   | 0 | 0 | 3 | 2  | 6  | –4 |                     |

|                        |                              |     |                         |                                                                           |
| 24 augustus 1985 15:00 | Hongarije                    | 2–2 | Colombia                | Hrazdan, Jerevan Toeschouwers: 10.000 Scheidsrechter: George Sandoz (SUI) |
| 24 augustus 1985 15:00 | Pintér 59' (pen.) Zsinka 85' |     | Pérez 88' Rodríguez 89' | Hrazdan, Jerevan Toeschouwers: 10.000 Scheidsrechter: George Sandoz (SUI) |

|                        |         |                         |           |                                                                               |
| 24 augustus 1985 19:00 | Tunesië | 0–2                     | Bulgarije | Hrazdan, Jerevan Toeschouwers: 14.000 Scheidsrechter: Joseph B. Worrall (ENG) |
| 24 augustus 1985 19:00 |         | Mihtarski 32' Penev 78' |           | Hrazdan, Jerevan Toeschouwers: 14.000 Scheidsrechter: Joseph B. Worrall (ENG) |

|                        |                               |     |            |                                                                                    |
| 26 augustus 1985 19:00 | Hongarije                     | 2–1 | Tunesië    | Hrazdan, Jerevan Toeschouwers: 19.000 Scheidsrechter: Juan Francisco Escobar (PAR) |
| 26 augustus 1985 19:00 | Pintér 60' (pen.) Fischer 87' |     | Touati 46' | Hrazdan, Jerevan Toeschouwers: 19.000 Scheidsrechter: Juan Francisco Escobar (PAR) |

|                        |             |     |                |                                                                                       |
| 27 augustus 1985 19:00 | Colombia    | 1–1 | Bulgarije      | Hrazdan, Jerevan Toeschouwers: 15.000 Scheidsrechter: Jassim Mandi Abdul-Rahman (BHR) |
| 27 augustus 1985 19:00 | Tréllez 74' |     | Kalaydjiev 69' | Hrazdan, Jerevan Toeschouwers: 15.000 Scheidsrechter: Jassim Mandi Abdul-Rahman (BHR) |

|                        |                         |     |              |                                                                                              |
| 29 augustus 1985 18:30 | Colombia                | 2–1 | Tunesië      | Yubileynyistadion, Hoktemberyan Toeschouwers: 9.000 Scheidsrechter: Vladimir Kuznetsov (URS) |
| 29 augustus 1985 18:30 | Castaño 19' Tréllez 68' |     | Abdelhak 76' | Yubileynyistadion, Hoktemberyan Toeschouwers: 9.000 Scheidsrechter: Vladimir Kuznetsov (URS) |

|                        |             |     |                |                                                                             |
| 29 augustus 1985 19:00 | Hongarije   | 1–1 | Bulgarije      | Hrazdan, Jerevan Toeschouwers: 17.000 Scheidsrechter: Edgardo Codesal (MEX) |
| 29 augustus 1985 19:00 | Fischer 80' |     | Kostadinov 57' | Hrazdan, Jerevan Toeschouwers: 17.000 Scheidsrechter: Edgardo Codesal (MEX) |

### Groep B
| Team          | Ptn | Wed | W | G | V | DV | DT | DS | Resultaat           |
| ------------- | --- | --- | - | - | - | -- | -- | -- | ------------------- |
| Brazilië      | 6   | 3   | 3 | 0 | 0 | 5  | 1  | +4 | Naar de kwartfinale |
| Spanje        | 3   | 3   | 1 | 1 | 1 | 4  | 4  | 0  | Naar de kwartfinale |
| Saoedi-Arabië | 3   | 3   | 1 | 1 | 1 | 1  | 1  | 0  |                     |
| Ierland       | 0   | 3   | 0 | 0 | 0 | 3  | 7  | –4 |                     |

|                        |           |     |                     |                                                                                        |
| 24 augustus 1985 15:00 | Ierland   | 1–2 | Brazilië            | Lenin Dinamostadion, Tbilisi Toeschouwers: 45.000 Scheidsrechter: Nouhoum Traore (MLI) |
| 24 augustus 1985 15:00 | Tuite 86' |     | Balalo 20' Dida 80' | Lenin Dinamostadion, Tbilisi Toeschouwers: 45.000 Scheidsrechter: Nouhoum Traore (MLI) |

|                        |               |     |        |                                                                                             |
| 24 augustus 1985 19:00 | Saoedi-Arabië | 0–0 | Spanje | Lenin Dinamostadion, Tbilisi Toeschouwers: 25.000 Scheidsrechter: Antonio Evangelista (CAN) |
| 24 augustus 1985 19:00 |               |     |        | Lenin Dinamostadion, Tbilisi Toeschouwers: 25.000 Scheidsrechter: Antonio Evangelista (CAN) |

|                        |         |                      |               |                                                                                            |
| 26 augustus 1985 19:00 | Ierland | 0–1                  | Saoedi-Arabië | Lenin Dinamostadion, Tbilisi Toeschouwers: 20.000 Scheidsrechter: Berny Ulloa Morera (CRC) |
| 26 augustus 1985 19:00 |         | Al-Jam'an 54' (pen.) |               | Lenin Dinamostadion, Tbilisi Toeschouwers: 20.000 Scheidsrechter: Berny Ulloa Morera (CRC) |

|                        |                        |     |        |                                                                                         |
| 27 augustus 1985 19:00 | Brazilië               | 2–0 | Spanje | Lenin Dinamostadion, Tbilisi Toeschouwers: 20.000 Scheidsrechter: Jamal Al Sharif (SYR) |
| 27 augustus 1985 19:00 | Luciano 50' Balalo 65' |     |        | Lenin Dinamostadion, Tbilisi Toeschouwers: 20.000 Scheidsrechter: Jamal Al Sharif (SYR) |

|                        |                             |     |                                  |                                                                                           |
| 29 augustus 1985 19:00 | Ierland                     | 2–4 | Spanje                           | Lenin Dinamostadion, Tbilisi Toeschouwers: 9.800 Scheidsrechter: Jesús Díaz Palacio (COL) |
| 29 augustus 1985 19:00 | Mooney 51' Kelch 56' (pen.) |     | Fernando 3', 61' Losada 35', 85' | Lenin Dinamostadion, Tbilisi Toeschouwers: 9.800 Scheidsrechter: Jesús Díaz Palacio (COL) |

|                        |            |     |               |                                                                                     |
| 29 augustus 1985 19:00 | Brazilië   | 1–0 | Saoedi-Arabië | Lokomotivstadion, Tbilisi Toeschouwers: 9.000 Scheidsrechter: Yuriy Savchenko (URS) |
| 29 augustus 1985 19:00 | Müller 35' |     |               | Lokomotivstadion, Tbilisi Toeschouwers: 9.000 Scheidsrechter: Yuriy Savchenko (URS) |

### Groep C
| Team        | Ptn | Wed | W | G | V | DV | DT | DS | Resultaat           |
| ----------- | --- | --- | - | - | - | -- | -- | -- | ------------------- |
| Sovjet-Unie | 5   | 3   | 2 | 1 | 0 | 7  | 1  | +6 | Naar de kwartfinale |
| Nigeria     | 4   | 3   | 2 | 0 | 1 | 6  | 4  | +2 | Naar de kwartfinale |
| Australië   | 2   | 3   | 0 | 2 | 1 | 2  | 3  | –1 |                     |
| Canada      | 1   | 3   | 0 | 1 | 2 | 0  | 7  | –7 |                     |

|                        |             |     |           |                                                                                            |
| 24 augustus 1985 15:00 | Sovjet-Unie | 0–0 | Australië | Dinamostadion, Minsk Toeschouwers: 16.000 Scheidsrechter: Victoriano Sánchez Arminio (ESP) |
| 24 augustus 1985 15:00 |             |     |           | Dinamostadion, Minsk Toeschouwers: 16.000 Scheidsrechter: Victoriano Sánchez Arminio (ESP) |

|                        |                      |     |        |                                                                               |
| 24 augustus 1985 19:00 | Nigeria              | 2–0 | Canada | Dinamostadion, Minsk Toeschouwers: 16.000 Scheidsrechter: Luigi Agnolin (ITA) |
| 24 augustus 1985 19:00 | Monday 1' Siasia 78' |     |        | Dinamostadion, Minsk Toeschouwers: 16.000 Scheidsrechter: Luigi Agnolin (ITA) |

|                        |                                   |     |             |                                                                                   |
| 26 augustus 1985 19:00 | Sovjet-Unie                       | 2–1 | Nigeria     | Dinamostadion, Minsk Toeschouwers: 23.000 Scheidsrechter: José Ramiz Wright (BRA) |
| 26 augustus 1985 19:00 | Khudozhilov 23' (pen.) Chedia 41' |     | Anunobi 81' | Dinamostadion, Minsk Toeschouwers: 23.000 Scheidsrechter: José Ramiz Wright (BRA) |

|                        |           |     |        |                                                                              |
| 27 augustus 1985 19:00 | Australië | 0–0 | Canada | Dinamostadion, Minsk Toeschouwers: 8.000 Scheidsrechter: Ali Bennaucer (TUN) |
| 27 augustus 1985 19:00 |           |     |        | Dinamostadion, Minsk Toeschouwers: 8.000 Scheidsrechter: Ali Bennaucer (TUN) |

|                        |                                                                             |     |        |                                                                              |
| 29 augustus 1985 19:00 | Sovjet-Unie                                                                 | 5–0 | Canada | Dinamostadion, Minsk Toeschouwers: 16.000 Scheidsrechter: Joël Quiniou (FRA) |
| 29 augustus 1985 19:00 | Ketashvili 38' Tatarchuk 39' Ivanauskas 60' Sklyarov 64' (pen.) Kuzhlev 79' |     |        | Dinamostadion, Minsk Toeschouwers: 16.000 Scheidsrechter: Joël Quiniou (FRA) |

|                        |                                  |     |                                    |                                                                               |
| 29 augustus 1985 19:00 | Australië                        | 2–3 | Nigeria                            | Traktorstadion, Minsk Toeschouwers: 7.000 Scheidsrechter: Shizuo Takada (JPN) |
| 29 augustus 1985 19:00 | Panagis 27' Kalantzis 38' (pen.) |     | Adeleye 63' Monday 78' Anunobi 79' | Traktorstadion, Minsk Toeschouwers: 7.000 Scheidsrechter: Shizuo Takada (JPN) |

### Groep D
| Team     | Ptn | Wed | W | G | V | DV | DT | DS | Resultaat           |
| -------- | --- | --- | - | - | - | -- | -- | -- | ------------------- |
| Mexico   | 6   | 3   | 3 | 0 | 0 | 6  | 1  | +5 | Naar de kwartfinale |
| China    | 4   | 3   | 2 | 0 | 1 | 5  | 4  | +1 | Naar de kwartfinale |
| Paraguay | 1   | 3   | 0 | 1 | 2 | 3  | 6  | –3 |                     |
| Engeland | 1   | 3   | 0 | 1 | 2 | 2  | 5  | –3 |                     |

|                        |                          |     |                       |                                                                                      |
| 24 augustus 1985 15:00 | Engeland                 | 2–2 | Paraguay              | Vladimir Leninstadion, Bakoe Toeschouwers: 40.000 Scheidsrechter: Laszlo Padar (HUN) |
| 24 augustus 1985 15:00 | Wakenshaw 19' Priest 31' |     | Cartaman 41' Jara 74' | Vladimir Leninstadion, Bakoe Toeschouwers: 40.000 Scheidsrechter: Laszlo Padar (HUN) |

|                        |              |     |                                        |                                                                                          |
| 24 augustus 1985 19:00 | China        | 1–3 | Mexico                                 | Vladimir Leninstadion, Bakoe Toeschouwers: 30.000 Scheidsrechter: William K. Munro (NZL) |
| 24 augustus 1985 19:00 | Gong Lei 68' |     | Ambríz 19' (pen.) García Aspe 30', 45' | Vladimir Leninstadion, Bakoe Toeschouwers: 30.000 Scheidsrechter: William K. Munro (NZL) |

|                        |          |                             |       |                                                                                                |
| 26 augustus 1985 19:00 | Engeland | 0–2                         | China | Vladimir Leninstadion, Bakoe Toeschouwers: 12.000 Scheidsrechter: Juan Daniel Cardellino (URU) |
| 26 augustus 1985 19:00 |          | Gao Hongbo 76' Gong Lei 89' |       | Vladimir Leninstadion, Bakoe Toeschouwers: 12.000 Scheidsrechter: Juan Daniel Cardellino (URU) |

|                        |          |                          |        |                                                                                           |
| 27 augustus 1985 19:00 | Paraguay | 0–2                      | Mexico | Vladimir Leninstadion, Bakoe Toeschouwers: 7.000 Scheidsrechter: Edwin Picon-Ackong (MRI) |
| 27 augustus 1985 19:00 |          | Cruz 22' García Aspe 70' |        | Vladimir Leninstadion, Bakoe Toeschouwers: 7.000 Scheidsrechter: Edwin Picon-Ackong (MRI) |

|                        |          |             |        |                                                                                      |
| 29 augustus 1985 19:00 | Engeland | 0–1         | Mexico | Vladimir Leninstadion, Bakoe Toeschouwers: 12.000 Scheidsrechter: Hernán Silva (CHI) |
| 29 augustus 1985 19:00 |          | Becerra 34' |        | Vladimir Leninstadion, Bakoe Toeschouwers: 12.000 Scheidsrechter: Hernán Silva (CHI) |

|                        |             |     |                                  |                                                                                         |
| 29 augustus 1985 19:00 | Paraguay    | 1–2 | China                            | Mehdi Huseynzadestadion, Sumqayıt Toeschouwers: 15.500 Scheidsrechter: David Syme (SCO) |
| 29 augustus 1985 19:00 | Mereles 17' |     | Song Lianyong 14' Gao Hongbo 76' | Mehdi Huseynzadestadion, Sumqayıt Toeschouwers: 15.500 Scheidsrechter: David Syme (SCO) |

## Knock-outfase
|  | kwartfinale           | kwartfinale          |                         |       | halve finale         | halve finale         |       |  | finale | finale |
|  |                       |                      |                         |       |                      |                      |       |  |        |        |
|  | 1 september – Tbilisi |                      |                         |       |                      |                      |       |  |        |        |
|  |                       |                      |                         |       |                      |                      |       |  |        |        |
|  | Brazilië              | 6                    |                         |       |                      |                      |       |  |        |        |
|  | Brazilië              | 6                    | 4 september – Leningrad |       |                      |                      |       |  |        |        |
|  | Colombia              | 0                    |                         |       |                      |                      |       |  |        |        |
|  | Colombia              | 0                    | Brazilië                | 2     |                      |                      |       |  |        |        |
|  | 1 september – Bakoe   |                      | Brazilië                | 2     |                      |                      |       |  |        |        |
|  |                       | Nigeria              | 0                       |       |                      |                      |       |  |        |        |
|  | Nigeria               | Nigeria              | 0                       | 2     |                      |                      |       |  |        |        |
|  | Nigeria               |                      | 7 september – Moskou    | 2     |                      |                      |       |  |        |        |
|  | Mexico                | 1                    |                         |       |                      |                      |       |  |        |        |
|  | Mexico                | 1                    | Brazilië                | 1     |                      |                      |       |  |        |        |
|  | 1 september – Jerevan |                      | Brazilië                | 1     |                      |                      |       |  |        |        |
|  |                       | Spanje               | 0                       |       |                      |                      |       |  |        |        |
|  | Spanje                | Spanje               | 0                       | 2     |                      |                      |       |  |        |        |
|  | Spanje                | 4 september – Moskou |                         | 2     |                      |                      |       |  |        |        |
|  | Bulgarije             | 1                    |                         |       |                      |                      |       |  |        |        |
|  | Bulgarije             | 1                    | Spanje                  | 2 (4) | derde plaats         | derde plaats         |       |  |        |        |
|  | 1 september – Minks   |                      | Spanje                  | 2 (4) | derde plaats         | derde plaats         |       |  |        |        |
|  |                       | Sovjet-Unie          | 2 (2)                   |       | 7 september – Moskou | 7 september – Moskou |       |  |        |        |
|  | Sovjet-Unie           | Sovjet-Unie          | 2 (2)                   | 1     | 7 september – Moskou | 7 september – Moskou |       |  |        |        |
|  | Sovjet-Unie           |                      |                         |       |                      | Sovjet-Unie          | 0 (1) |  |        |        |
|  | China                 | 0                    |                         |       |                      | Sovjet-Unie          | 0 (1) |  |        |        |
|  | China                 | 0                    | Nigeria                 | 0 (3) |                      |                      |       |  |        |        |
|  |                       |                      | Nigeria                 | 0 (3) |                      |                      |       |  |        |        |

### Kwartfinales
|                        |                |     |                                   |                                                                         |
| 1 september 1985 19:00 | Bulgarije      | 1–2 | Spanje                            | Hrazdan, Jerevan Toeschouwers: 20.500 Scheidsrechter: Joe Worrall (ENG) |
| 1 september 1985 19:00 | Kostadinov 47' |     | Marcelino 33' Fernando 67' (pen.) | Hrazdan, Jerevan Toeschouwers: 20.500 Scheidsrechter: Joe Worrall (ENG) |

|                        |                                                    |     |          |                                                                                            |
| 1 september 1985 17:00 | Brazilië                                           | 6–0 | Colombia | Lenin Dinamostadion, Tbilisi Toeschouwers: 20.000 Scheidsrechter: Berny Ulloa Morera (CRC) |
| 1 september 1985 17:00 | Gérson 51', 69', 90' Silas 54' Dida 72' Müller 81' |     |          | Lenin Dinamostadion, Tbilisi Toeschouwers: 20.000 Scheidsrechter: Berny Ulloa Morera (CRC) |

|                        |             |     |       |                                                                               |
| 1 september 1985 17:00 | Sovjet-Unie | 1–0 | China | Dinamostadion, Minsk Toeschouwers: 40.000 Scheidsrechter: Ali Bennaceur (TUN) |
| 1 september 1985 17:00 | Kuzhlev 1'  |     |       | Dinamostadion, Minsk Toeschouwers: 40.000 Scheidsrechter: Ali Bennaceur (TUN) |

|                        |            |     |                           |                                                                                                |
| 1 september 1985 17:00 | Mexico     | 1–2 | Nigeria                   | Vladimir Leninstadion, Bakoe Toeschouwers: 20.000 Scheidsrechter: Juan Daniel Cardellino (URU) |
| 1 september 1985 17:00 | Medina 50' |     | Igbinabaro 33' Monday 35' | Vladimir Leninstadion, Bakoe Toeschouwers: 20.000 Scheidsrechter: Juan Daniel Cardellino (URU) |

### Halve finale
|                        |                            |            |                                        |                                                                                       |
| 4 september 1985 19:00 | Spanje                     | 2–2 (n.v.) | Sovjet-Unie                            | Centraal Leninstadion, Moskou Toeschouwers: 37.000 Scheidsrechter: Hernán Silva (CHI) |
| 4 september 1985 19:00 | Losada 70' Goikoetxea 120' |            | Khudozhilov 38' (pen.) Ivanauskas 107' | Centraal Leninstadion, Moskou Toeschouwers: 37.000 Scheidsrechter: Hernán Silva (CHI) |
| 4 september 1985 19:00 | Strafschoppen              |            |                                        | Centraal Leninstadion, Moskou Toeschouwers: 37.000 Scheidsrechter: Hernán Silva (CHI) |
| 4 september 1985 19:00 | 4–3                        |            |                                        | Centraal Leninstadion, Moskou Toeschouwers: 37.000 Scheidsrechter: Hernán Silva (CHI) |

|                        |                       |     |         |                                                                                 |
| 4 september 1985 18:00 | Brazilië              | 2–0 | Nigeria | Kirovstadion, Leningrad Toeschouwers: 51.500 Scheidsrechter: Joël Quiniou (FRA) |
| 4 september 1985 18:00 | Müller 22' Balalo 44' |     |         | Kirovstadion, Leningrad Toeschouwers: 51.500 Scheidsrechter: Joël Quiniou (FRA) |

### Troostfinale
|                        |               |            |         | |
| 7 september 1985 13:00 | Sovjet-Unie   | 0–0 (n.v.) | Nigeria | Centraal Leninstadion, Moskou Toeschouwers: 12.500 Scheidsrechter: Jassim Mandi Abdul-Rahman (BHR) |
| 7 september 1985 13:00 |               |            |         | Centraal Leninstadion, Moskou Toeschouwers: 12.500 Scheidsrechter: Jassim Mandi Abdul-Rahman (BHR) |
| 7 september 1985 13:00 | Strafschoppen |            |         | Centraal Leninstadion, Moskou Toeschouwers: 12.500 Scheidsrechter: Jassim Mandi Abdul-Rahman (BHR) |
| 7 september 1985 13:00 | 1–3           |            |         | Centraal Leninstadion, Moskou Toeschouwers: 12.500 Scheidsrechter: Jassim Mandi Abdul-Rahman (BHR) |

### Finale
|                        |              |            |        |                                                                                     |
| 7 september 1985 19:00 | Brazilië     | 1–0 (n.v.) | Spanje | Centraal Leninstadion, Moskou Toeschouwers: 41.000 Scheidsrechter: David Syme (SCO) |
| 7 september 1985 19:00 | Henrique 92' |            |        | Centraal Leninstadion, Moskou Toeschouwers: 41.000 Scheidsrechter: David Syme (SCO) |